# Kněžice (ort i Tjeckien, Pardubice)
Kněžice är en ort i Tjeckien.   Den ligger i regionen Pardubice, i den centrala delen av landet, 80 km öster om huvudstaden Prag. Kněžice ligger 311 meter över havet och antalet invånare är 150.
Terrängen runt Kněžice är platt åt sydväst, men åt nordost är den kuperad.Runt Kněžice är det ganska tätbefolkat, med 116 invånare per kvadratkilometer. Närmaste större samhälle är Čáslav, 11,3 km nordväst om Kněžice. Trakten runt Kněžice består till största delen av jordbruksmark.